# ジョゼフ・ド・モナコ
ジョゼフ・マリー・ジェローム・オノレ・ド・モナコ（Joseph Marie Jerôme Honoré de Monaco, 1763年9月10日 - 1816年6月28日）は、モナコ公家の公子。兄オノレ4世の摂政（在任：1814年 - 1815年）を務めた。

## 生涯
モナコ公オノレ3世とマリー・カトリーヌ・ブリニョールの間の次男として、1763年9月10日に生まれた。1782年4月6日、エティエンヌ・フランソワ・ド・ショワズール公爵の姪マリー・テレーズ・ド・ショワズールと結婚、2女をもうけた。
モナコが1793年2月14日フランスに併合された後、ジョゼフは王党派によるヴァンデの反乱に加担した。このことが原因で、反革命容疑者法に基づき、父、兄夫婦、妻テレーズは革命政府に逮捕・拘禁され、妻はテルミドール9日のクーデター当日に処刑された。ジョゼフ自身はイギリスに避難したのち、1795年フランスに帰国した。
英領セイロン総督ウェルボア・エリス・ドイルの未亡人フランセス・ドイル（1806年12月1日没、エドワード・レインズフォードの娘）と再婚したが、間に子は無かった。
1814年5月30日のパリ条約でフランスがモナコの再独立を認めると、病弱で君主の任に堪えない兄オノレ4世の摂政としてモナコを統治したが、翌1815年初めに甥の公世子オノレ（5世）と交替した。
1816年6月28日に死去した。

## 子女
最初の妻テレーズとの間に2人の娘があった。
- オノリーヌ・カミーユ・アテナイス（1784年4月22日 - 1879年5月8日） - 1803年7月20日、ラ・シャルス侯爵ルネ＝ルイ＝ヴィクトル・ド・ラ・トゥール・デュ・パン（フランス語版）と結婚、子孫あり[1]
- アテナイス・ユーフラジーヌ・ルイーズ・フィリッピーヌ（1786年6月22日 - 1860年9月11日） - 1804年8月8日、ルーヴロワ侯爵オーギュスト＝フェリシテ・ル・テリエと結婚、子孫なし[1]

長女オノリーヌの子孫は、潜在的なモナコ公位継承権を有している。